# Littoraria intermedia
Ốc vùng triều tròn hay ốc bám cây (Littoraria intermedia) là một loài ốc biển, là động vật thân mềm chân bụng sống ở biển trong họ Littorinidae.
Loài này có ở vùng biển Việt Nam.